# Hewlett-Packard
Hewlett-Packard ([ˈhjuːlɪt ˈpækərd], HP, Хью́летт-Па́ккард) — созданная в 1939 году компания-поставщик аппаратного и программного обеспечения для организаций и персональных пользователей. Штаб-квартира — в Пало-Алто, штат Калифорния, США. Одна из крупнейших американских компаний в сфере информационных технологий.
Производила измерительное оборудование (осциллографы, логические анализаторы, генераторы сигналов, анализаторы спектра и т. п.), электронно-медицинское оборудование и оборудование для химического анализа. В 1999 году отделы, не имеющие прямого отношения к компьютерам, хранению информации и обработке изображений, были выделены в отдельную компанию Agilent Technologies.
Производила и поставляла решения в области ИТ-инфраструктуры, персональных вычислительных систем и устройств доступа, оказывала услуги по системной интеграции, сервисной поддержке и аутсорсингу, выпускала устройства печати и средства вывода изображений.
1 ноября 2015 года разделена на две компании: HP Inc. и Hewlett Packard Enterprise.

## История

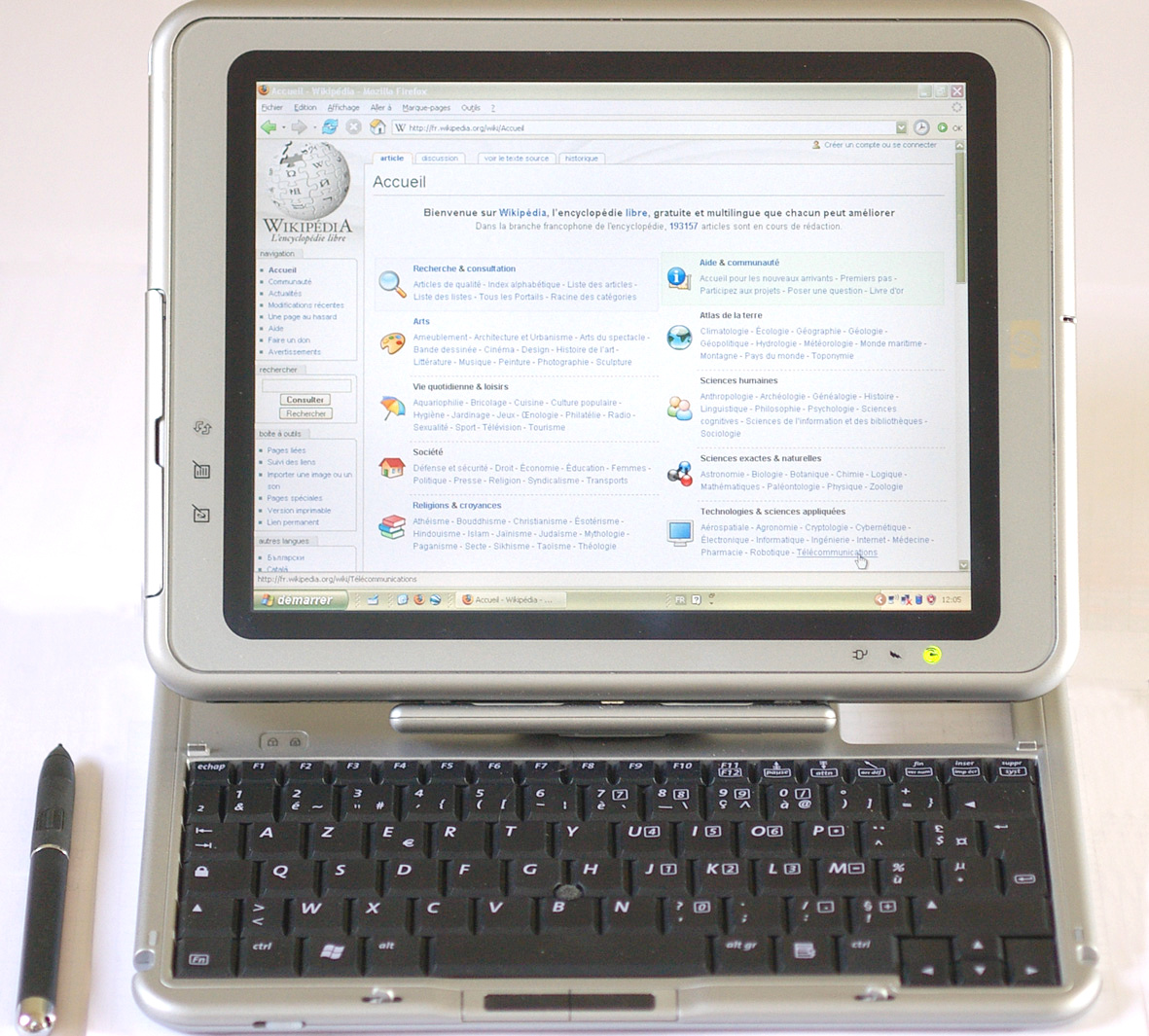
HP Compaq TC1100

Основана 1 января 1939 года как производитель электроизмерительного оборудования Уильямом Хьюлеттом и Дэвидом Паккардом — выпускниками Стэнфордского университета 1934 года. Название компании было составлено из фамилий сооснователей, — чья фамилия будет первой частью имени фирмы, решали с помощью жребия: Паккард проиграл и поставил фамилию партнёра первой.
Начальный капитал составлял всего $538, а первым офисом компании был обыкновенный гараж в Пало-Альто (Калифорния).
Первым продуктом фирмы стал прецизионный низкочастотный генератор Model 200A. Новшеством в устройстве было использование небольшой лампы накаливания в качестве резистора в критической части схемы, что позволило продавать генератор по цене $54,4, в то время как конкуренты предлагали менее стабильные генераторы по цене более чем в двести долларов. Одним из первых клиентов фирмы стала студия Уолта Диснея, которая приобрела восемь генераторов Model 200B (по цене $71,5 каждый) для тестирования системы стереозвука, использовавшейся при работе над мультфильмом «Фантазия».
В 1966 году компания выпустила первый в мире (по мнению журнала Wired) мини-компьютер — HP 2116A.
В 1968 году компания создала первый в мире настольный научный программируемый калькулятор — HP 9100A. Он обладал памятью в 16 чисел или 196 команд (команды и данные записывались в одной и той же области памяти), катодным[уточнить] дисплеем, и вместе с принтером и устройством чтения магнитных карт[уточнить] стоил $4900. Калькулятор использовал транзисторную логику, при его выключении из сети память не стиралась. Более того, если устройство выключалось из сети во время счёта, при включении счёт возобновлялся с того места, на котором был прерван.
В 1972 году компания выпустила первый в мире научный карманный калькулятор HP-35, а в 1974-м — первый в мире программируемый микрокалькулятор HP-65, который вместо магнитной памяти использовал 4 Кбайт динамической оперативной памяти.
В 1975 году фирмой разработан интерфейс HP-IB (interface bus), принятый как международный стандарт подключения периферийных устройств к компьютеру. В 1977 году компания представила устройство HP-01 — комбинацию наручных цифровых часов, калькулятора и личного календаря. В 1984 году выпущены недорогой персональный струйный принтер ThinkJet и наиболее удачный лазерный — HP LaserJet. В 1988-м — первый массовый струйный принтер DeskJet.
В 1986 году был зарегистрирован домен hp.com, который является одним из самых первых доменных имён в Internet. В 1986 году компания предложила концепцию процессорных архитектур RISC.
В 1993 году выпущен «суперпортативный» персональный компьютер с батареей — HP OmniBook 300. В 1994 году в компании создан самый яркий в мире светодиод. В 1997 фирма удостоилась награды Emmy за вклад в технологию сжатия видеоданных MPEG.

### Слияния, поглощения и разделение
В 2002 году корпорация объединилась с Compaq, став лидером в продажах персональных компьютеров. В 2002 году приобрела израильскую компанию Индиго, известную рядом новшеств в области печатных технологий. В 2009 году HP купила компанию Electronic Data Systems, выйдя после этой сделки на второе место на международном рынке услуг. В 2006 году корпорация поглотила израильскую компанию Mercury Interactive, выйдя таким образом на рынок тестирования программного обеспечения. 11 ноября 2009 года объявлено о покупке компании 3Com, что вывело HP на рынок сетевого оборудования. В 2010 году присоединена компания Palm — производитель карманных персональных компьютеров и смартфонов.
В августе 2011 года компанией было объявлено о приобретении за $10,3 млрд производителя программного обеспечения Autonomy, в ноябре 2012 года корпорация списала около $8,8 млрд активов приобретённой фирмы, уличив бывшее руководство Autonomy в намеренном завышении финансовых показателей.
В сентябре 2014 года Мег Уитмэн объявила о разделении корпорации Hewlett-Packard на две независимые публичные компании к концу 2015 года. Традиционный бизнес по производству и продаже персональных компьютеров и принтеров был выделен в компанию с названием HP Inc, а весь остальной бизнес (серверы, услуги и решения для корпоративных клиентов) остался в обновлённой компании, переименованной в Hewlett Packard Enterprise. После объявления о разделении корпорации Hewlett-Packard появилось предположение, что разделение связано с возможным слиянием будущей корпоративной компании Hewlett Packard Enterprise и поставщика сетей хранения данных EMC.

### Коррупция
В апреле 2014 года корпорация признала себя виновной в нарушении «Закона о коррупции за рубежом», сообщив о даче взяток в России (более $2 млн), Мексике ($1 млн) и Польше ($600 тыс.). В порядке внесудебной договорённости корпорация согласилась выплатить штраф в сумме $108 млн.
Коррупционные действия компании в Российской Федерации были связаны с планом автоматизации компьютерной и телекоммуникационной инфраструктуры Генеральной Прокуратуры Российской Федерации, — общая сумма заказа превышала $100 млн. Более того, российское отделение корпорации рассматривало заказ Российской Генеральной Прокуратуры как способ получения и других государственных заказов на сумму от $100 до $150 млн. Взятки российским чиновникам выплачивались из секретного фонда, созданного для этой цели руководством отделения с применением методов «чёрной бухгалтерии».

## Руководство
После разделения компаний Маргарет Уитмен является президентом и главным исполнительным директором Hewlett Packard Enterprise. Ранее, с 2011 по 2015 годы, Мэг занимала пост президента и исполнительного директора компании Hewlett-Packard Company и с 2011 по 2015 годы была председателем совета директоров этой компании. Она же возглавила вывод компании из кризиса и последующее разделение на две компании — Hewlett Packard Enterprise и HP Inc. Мэг также является председателем совета директоров HP Inc, а президентом является Дион Вайслер (Dion Weisler).
С 1998 по 2008 год Мэг была президентом и главным исполнительным директором eBay Inc. Именно под её руководством компания с годовым доходом 4 млн долларов США, насчитывающая всего 30 сотрудников, выросла в корпорацию со штатом более 15 000 специалистов, годовой доход которой увеличился до 8 млрд долларов США.
С марта по сентябрь 2011 года Мэг работала внештатным стратегическим консультантом в частной инвестиционной компании Kleiner, Perkins, Caulfield & Byers. Она также занимала руководящие должности в таких компаниях, как Hasbro Inc., FTD, Inc., The Stride Rite Corporation, The Walt Disney Company и Bain & Company. В настоящее время она является председателем совета директоров в компаниях Procter & Gamble и SurveyMonkey.
Мэг имеет степень бакалавра Принстонского университета и степень магистра бизнеса Гарвардского университета.
Совет директоров:
- Рэй Лейн (англ. Ray Lane) — председатель совета директоров с исполнительными функциями[1];
- Шумит Банерджи — генеральный директор компании Booz & Co;
- Гери Райнер (англ. Gary Reiner) — бывший глава департамента по связям с общественностью компании General Electric;
- Патрисия Руссо — бывший генеральный директор компании Alcatel-Lucent;
- Доминик Сенекье (англ. Dominique Senequier) — бывший генеральный директор и президент компании AXA Private Equity[14].

Бывшие исполнительные директора:
- Карли Фиорина: 1999—2005
- Марк Хёрд: 2006 — август 2010 (перешёл на пост сопрезидента в Oracle)
- Лео Апотекер (англ. Léo Apotheker): октябрь 2010 — сентябрь 2011 (ранее возглавлял SAP, за неполный год его руководства Hewlett-Packard потеряла $30 млрд капитализации).
- Маргарет Уитмен: 2011—2015

## Деятельность
Компания выпускает линейки принтеров, сканеров, копиров, калькуляторов, смартфонов, серверов, компьютеров для офисного и домашнего использования, рабочих станций, сетевого оборудования, а также предоставляет бизнес-услуги в ИТ. Другие линейки продуктов — измерительное оборудование, электронно-медицинское оборудование и оборудование для химического анализа — в результате стратегического разделения компании в 1999 году отошли компании Agilent Technologies.

### Показатели
По данным Gartner, в 1-м полугодии 2009 года в регионе EMEA (Европа, Ближний Восток, Африка) на долю HP приходилось 40,5 % рынка устройств печати, у Canon — 16,1 %, у Epson — 14,4 %, у Brother — 7,6 % и у Samsung — 7,4 %.
По состоянию за 2010 год компания насчитывала 304 тыс. служащих.
| Год                 | 2000  | 2001  | 2002   | 2003  | 2004  | 2005  | 2006  | 2007  | 2008  | 2009  | 2010  | 2011  | 2012   | 2013  | 2014  |
| ------------------- | ----- | ----- | ------ | ----- | ----- | ----- | ----- | ----- | ----- | ----- | ----- | ----- | ------ | ----- | ----- |
| Оборот              | 48,87 | 45,23 | 56,59  | 73,06 | 79,91 | 86,70 | 91,66 | 104,3 | 118,4 | 114,6 | 126,0 | 127,2 | 120,4  | 112,3 | 111,5 |
| Чистая прибыль      | 3,561 | 0,680 | -0,903 | 2,539 | 3,497 | 2,398 | 6,198 | 7,264 | 8,329 | 7,660 | 8,761 | 7,074 | -12,65 | 5,113 | 5,013 |
| Активы              | 34,01 | 32,58 | 70,71  | 74,72 | 76,14 | 77,32 | 81,98 | 88,70 | 113,3 | 114,8 | 124,5 | 129,5 | 108,8  | 105,7 | 103,2 |
| Собственный капитал |       |       |        | 37,75 | 37,56 | 37,18 | 38,14 | 38,53 | 38,94 | 40,76 | 40,78 | 39,00 | 22,83  | 27,66 | 27,13 |

Примечание. Данные на 31 октября каждого года, когда компания завершает финансовый год.
По данным на июнь 2015 года компания занимает второе место среди производителей персональных компьютеров с долей около 18,5 % мирового рынка.

### В СНГ
Компания имеет офисы в 11 городах России, а также в Минске (до 2022 года), Киеве, Баку, Алма-Ате и Астане.

#### В России
По данным CNews Analytics, выручка поставщика в России в 2008 году составила $2,8 млрд (в 2007-м — $2,2 млрд, что составляло свыше 2 % мирового дохода HP), рост бизнеса в 2008 — около 30 %. В 2008-м ключевые сегменты роста — системы хранения данных, блейд-серверы, технологические сервисы, десктопы и ноутбуки. Свою долю на ИТ-рынке России оценивают в 10 %.
По данным IDC, в 1-м полугодии 2009 Hewlett-Packard был лидером на российском рынке поставки устройств печати (формат А2-А4) с долей в 38 % (на основании поставок в штучном выражении). У ближайших конкурентов были следующие показатели: Canon — 23 %, Samsung — 15 %, Epson — 13 %, Xerox — 6 %.
Также компания была лидером на российском рынке суперкомпьютеров — 36 % рынка (у «Т-Платформ» — 30,6 %, у IBM — 22,1 %).
10 октября 2008 года открыт Учебно-научный центр «Технологии HP в НГУ» при Новосибирском государственном университете; также компания сотрудничает с МГУ.
28 апреля 2010 года совместно с компанией Foxconn открыто производство персональных компьютеров Hewlett-Packard в Санкт-Петербурге.
В 2014 российское отделение корпорации, наряду с некоторыми другими региональными филиалами, было уличено в даче крупных взяток российским чиновникам.
Производство компьютеров HP в Санкт-Петербурге было остановлено в апреле 2014 года, а 8 июля 2015 года HP закрыла компанию, управлявшую производством, из-за разделения компании.
Согласно тактике разделения корпорации на две независимые компании, с 1 июня 2016 года в России появилась ООО «ЭйчПи Инк» (ООО «HP inc»), которая занимается направлением розничного бизнеса в области персональных систем и систем печати, а также направлением для потребителей коммерческой техники. Генеральным директором стал Алексей Воронков, который ранее был вице-президентом группы персональных систем и систем печати. Направления для корпоративных клиентов (серверы, системы хранения, сетевое оборудование) и услуги, связанные с данным направлением, находятся в ведении компании ООО «Хьюлетт Паккард Энтерпрайз» (ООО «Hewlett Packard Enterprise»). Впоследствии производство компьютеров было восстановлено.

## Продукты
Наиболее известные линейки продуктов компании:
- принтеры:
  - LaserJet, Color LaserJet — семейства монохромных и цветных лазерных принтеров и МФУ соответственно;
  - PSC (Printer — Scanner — Copier) и Photosmart — семейства устройств «всё в одном»;
  - OfficeJet — семейство принтеров «всё в одном»;
  - DeskJet — настольные струйные принтеры;
  - DesignJet — семейство принтеров для широкоформатной печати;
- цифровые печатные машины Indigo Press — семейство машин коммерческого и промышленного назначения, в основе технологии лежит так называемая цифровая офсетная печать;
- цифровые камеры Photosmart;
- сканеры ScanJet;
- карманные персональные компьютеры iPAQ, Lx, Jornada, OmniGo;
- настольные и карманные калькуляторы, в том числе HP 50g;
- настольные персональные компьютеры Elite , Kayak, Vectra, HP Brio, а также серия моноблоков TouchSmart;
- ноутбуки Omnibook, G 62, Pavilion, Compaq Evo, ProBook, EliteBook, Envy, Folio, серия нетбуков Mini, Omen;
- рабочие станции и серверы на базе процессоров Itanium, PA-RISC (до 2008 года), Alpha (до 2007 года), а также серверы NonStop[англ.] и x86-серверы линейки ProLiant;
- сетевое оборудование ProCurve и ComWare, в том числе коммутаторы ядра, коммутаторы доступа, точки доступа, контроллеры беспроводного доступа и программные системы управления сетью;
- системы хранения данных.

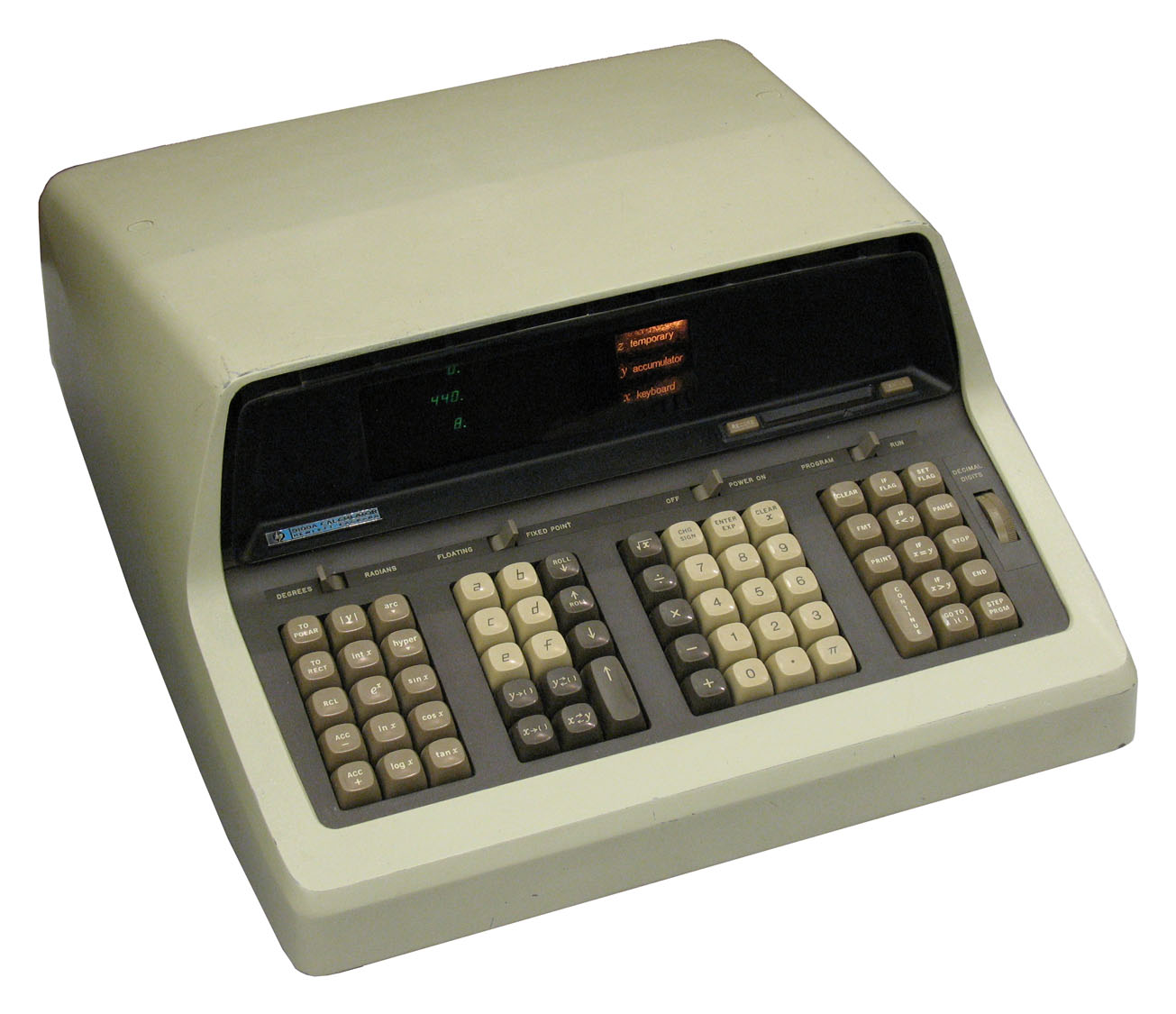
Калькулятор 9100A
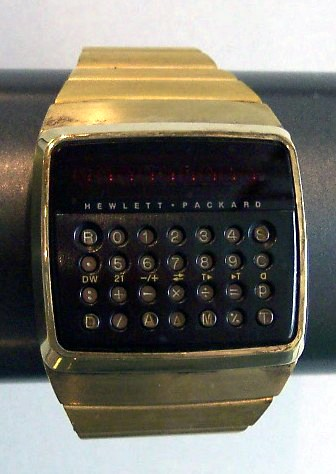
Часы-калькулятор HP-01[англ.]
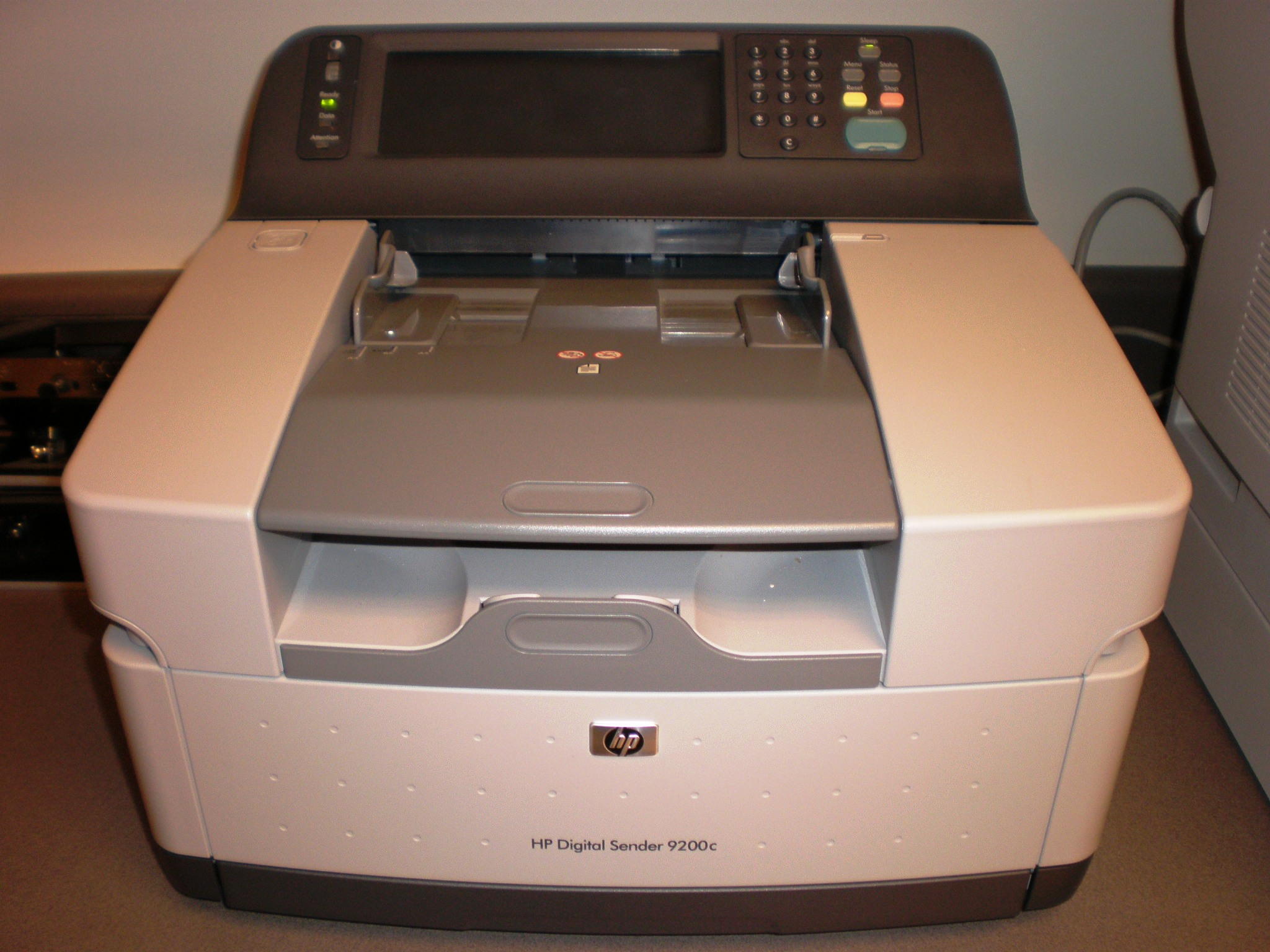
Сканер Digital Sender 9200c
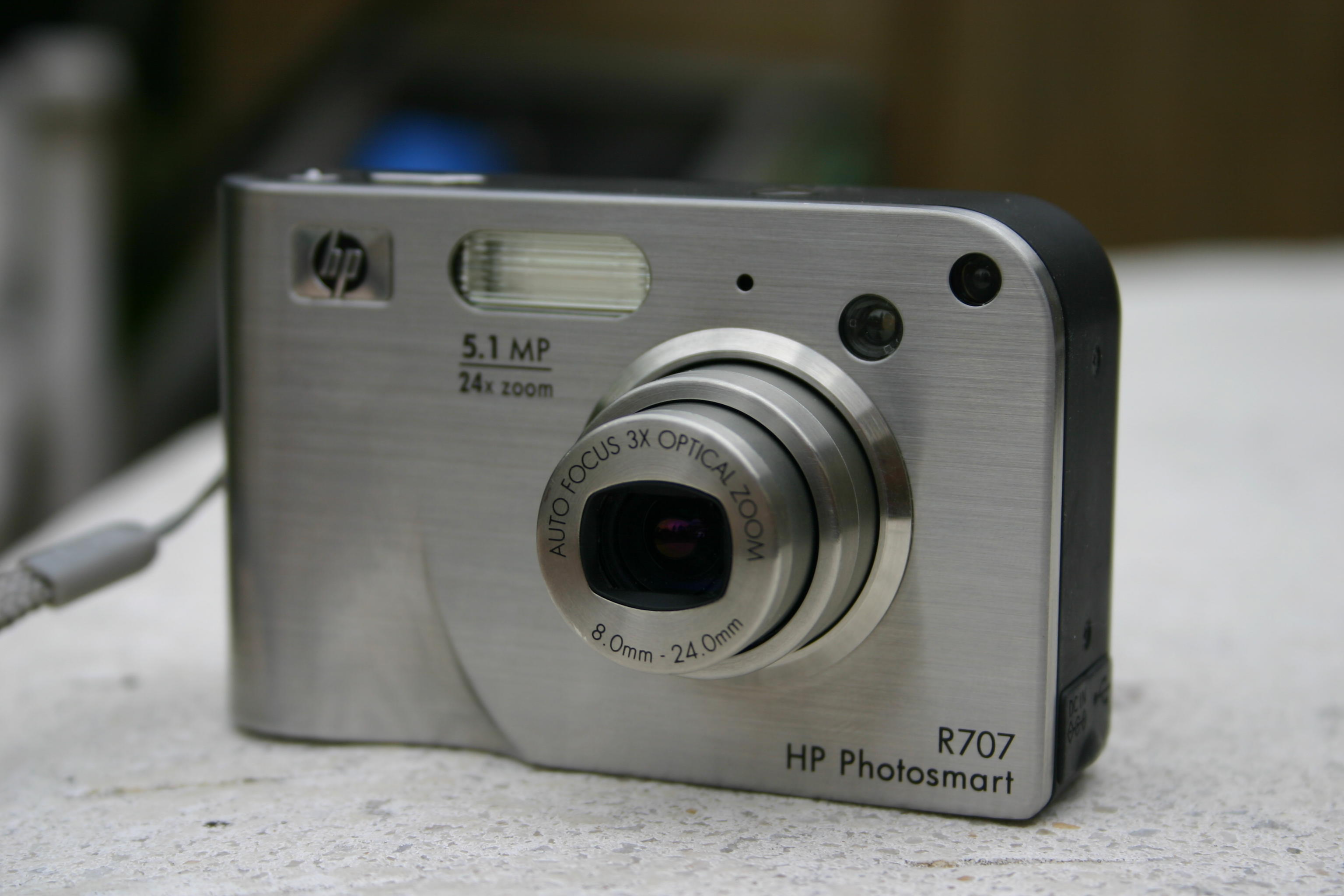
Фотоаппарат R707
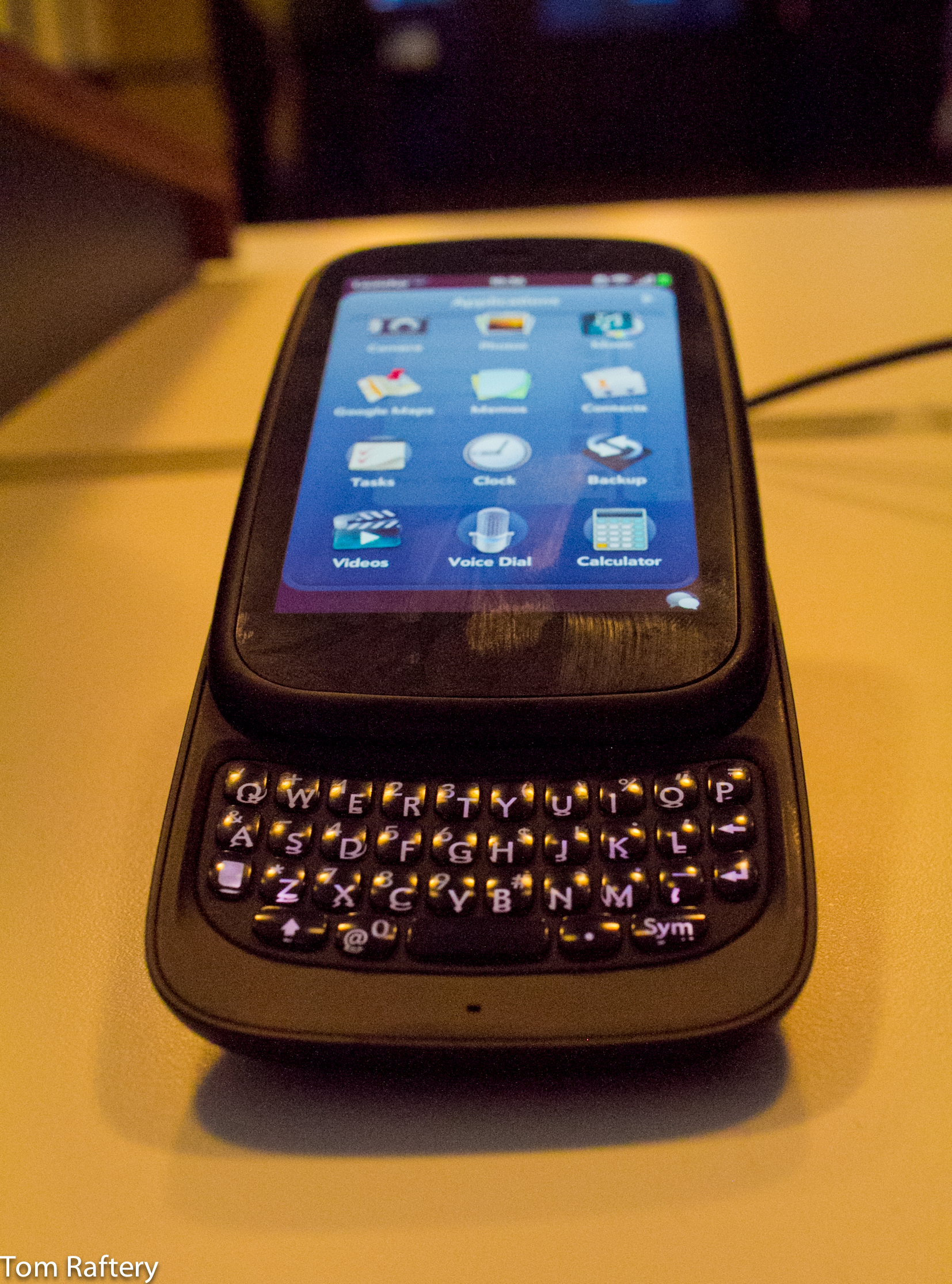
Смартфон Pre 3
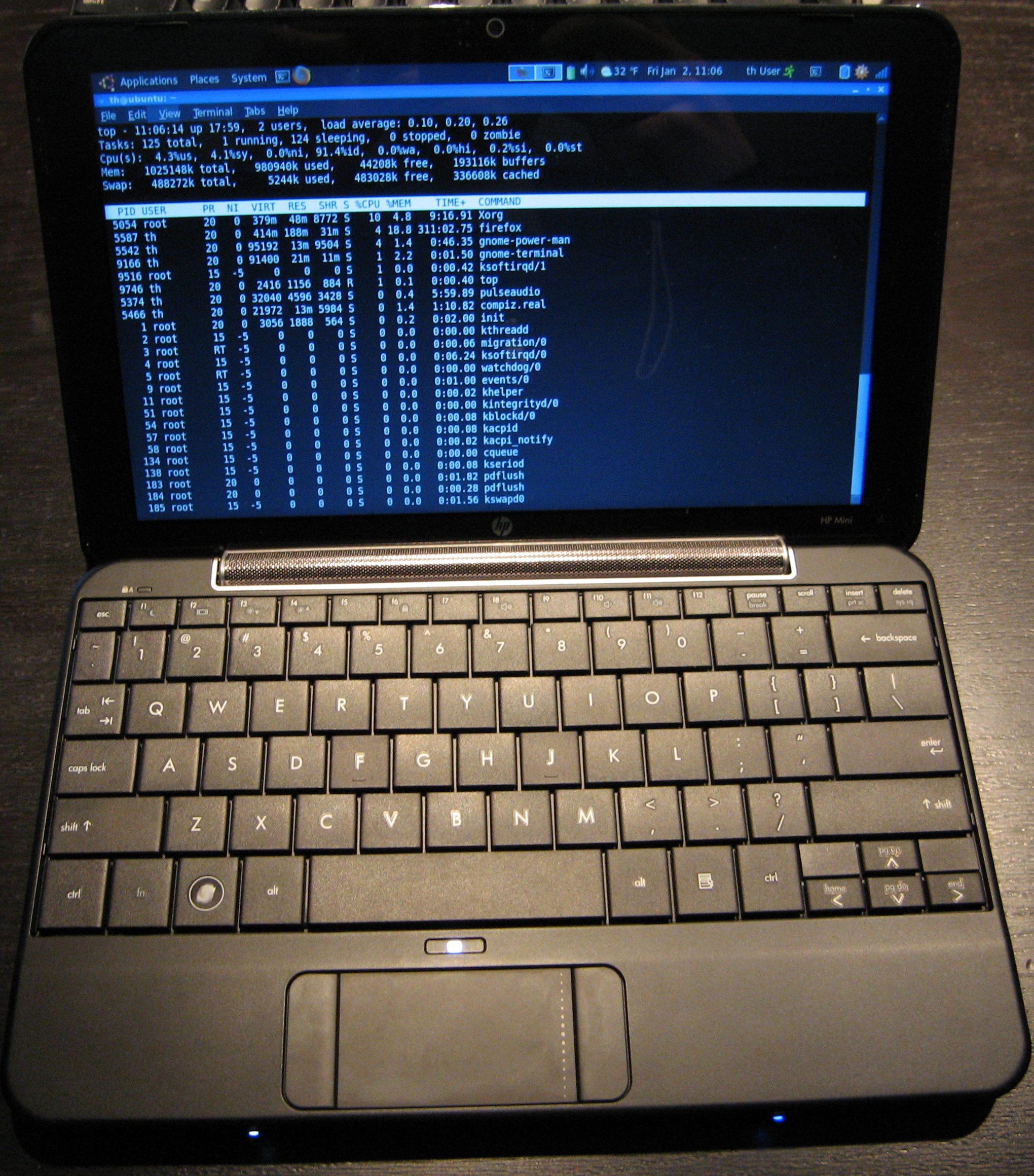
Mini 1000

## Примечание
1. 1 2  Сайт CNews.ru: Апотекер уволен. HP вновь возглавила женщина Архивировано 27 марта 2015 года.. — 23.09.2011.
2. ↑  SIPRI Arms Industry Database — Стокгольмский международный институт исследований проблем мира.
3. ↑  «Билл и Дэйв: как Хьюлетт и Паккард построили величайшую компанию в мире» Архивная копия от 1 декабря 2017 на Wayback Machine (стр. 66)
4. ↑  Компания HP - история, руководители. www.uvaga.ru. Дата обращения: 20 апреля 2016. Архивировано 21 июня 2016 года.
5. ↑  HP Museum / HP 9100. Дата обращения: 25 июня 2006. Архивировано 8 декабря 2007 года.
6. ↑  Компания Hewlett-Packard. Справка Архивная копия от 20 апреля 2010 на Wayback Machine  (Дата обращения: 29 апреля 2010)
7. ↑  Ольга Танас. HP не бросит планшетники. // gazeta.ru. Дата обращения: 31 октября 2011. Архивировано 19 января 2012 года.
8. ↑  Ян Шерр, Бен Уортен. Hewlett-Packard списала почти $9 млрд из-за ошибки в оценке Autonomy. Ведомости (21 ноября 2012). Дата обращения: 21 ноября 2012. Архивировано 28 ноября 2012 года.
9. ↑  Удвоение Hewlett-Packard: как компьютерного гиганта поделили пополам. РБК. Дата обращения: 7 октября 2014. Архивировано 8 октября 2014 года.
10. ↑  Мег Уитман: разделение HP освобождает путь для покупок. CRN/RE. Дата обращения: 7 октября 2014. Архивировано 12 октября 2014 года.
11. ↑  Слухи о слиянии HP-EMC: быть ли этой сделке? CRN/RE. Дата обращения: 7 октября 2014. Архивировано 12 октября 2014 года.
12. ↑  Reuters: «HP pays $108 million to settle DOJ, SEC corruption probes». Дата обращения: 2 октября 2017. Архивировано из оригинала 24 сентября 2015 года.
13. 1 2 3 4  Би-би-си: «HP заплатит штраф в США за дачу взяток в России». Дата обращения: 10 апреля 2014. Архивировано 13 апреля 2014 года.
14. ↑  Сайт ops.ru: HP объявила о существенных перестановках в составе совета директоров компании Архивная копия от 18 января 2012 на Wayback Machine. — 27.01.2011.
15. ↑  CNews: Рынок принтеров, копиров и МФУ: минус 24 % год к году Архивировано 27 марта 2015 года.
16. ↑  Annual Report 2004 on SEC Filing Form 10-K (англ.). Hewlett-Packard Company (14 января 2005). Дата обращения: 9 июля 2017. Архивировано 23 марта 2019 года.
17. ↑  Annual Report 2009 on SEC Filing Form 10-K (англ.). Hewlett-Packard Company (17 декабря 2009). Дата обращения: 9 июля 2017. Архивировано 6 мая 2017 года.
18. ↑  2010 Form 10-K, Hewlett-Packard Company. // sec.gov. Дата обращения: 11 июля 2012. Архивировано 5 августа 2012 года.
19. ↑  Annual Report 2014 on SEC Filing Form 10-K (англ.). Hewlett-Packard Company (18 декабря 2014). Дата обращения: 9 июля 2017. Архивировано 1 декабря 2017 года.
20. ↑  Apple продолжила наращивать поставки Mac в минувшем квартале. Дата обращения: 10 июля 2015. Архивировано 11 июля 2015 года.
21. ↑  IT внутри HP. Дата обращения: 17 января 2012. Архивировано 17 ноября 2011 года.
22. ↑  HP открывает филиал в Азербайджане
23. ↑  CNews: 2008: HP в России заработала $2,8 млрд Архивировано 27 марта 2015 года.
24. ↑  Россия: Рынок устройств печати рухнул на 61 % Архивная копия от 16 ноября 2022 на Wayback Machine CNews Источник. Дата обращения: 12 мая 2018. Архивировано 28 марта 2015 года.
25. ↑  Россия: Суперкомпьютер как услуга станет массовым Архивная копия от 16 ноября 2022 на Wayback Machine CNews Источник. Дата обращения: 12 мая 2018. Архивировано 27 марта 2015 года.
26. ↑  В НГУ открыли Информационно-вычислительный центр и Учебной-научный центр «Технологий НР в НГУ» Архивировано 18 ноября 2011 года.
27. ↑  МГУ принимает в дар уникальный прораммно-аппаратный комплекс от Hewlett-Packard и Landmark
28. ↑  Lenta.ru: Технологии: HP создала суперкомпьютер «ГрафИТ!» в МГУ имени М. В. Ломоносова Архивировано 27 мая 2012 года.
29. ↑  HP создала суперкомпьютер «ГрафИТ!» в МГУ. Дата обращения: 14 января 2012. Архивировано из оригинала 28 мая 2012 года.
30. ↑  HP и Foxconn запустили совместное производство ПК в России Архивная копия от 18 января 2012 на Wayback Machine  (Дата обращения: 29 апреля 2010)
31. ↑  Из России — с компьютером. HP закрыла производство ПК под Петербургом. Газета "Коммерсантъ" №133. 28 июля 2015. p. 7. Архивировано 28 июля 2015. Дата обращения: 28 июля 2015.